# Keine Experimente

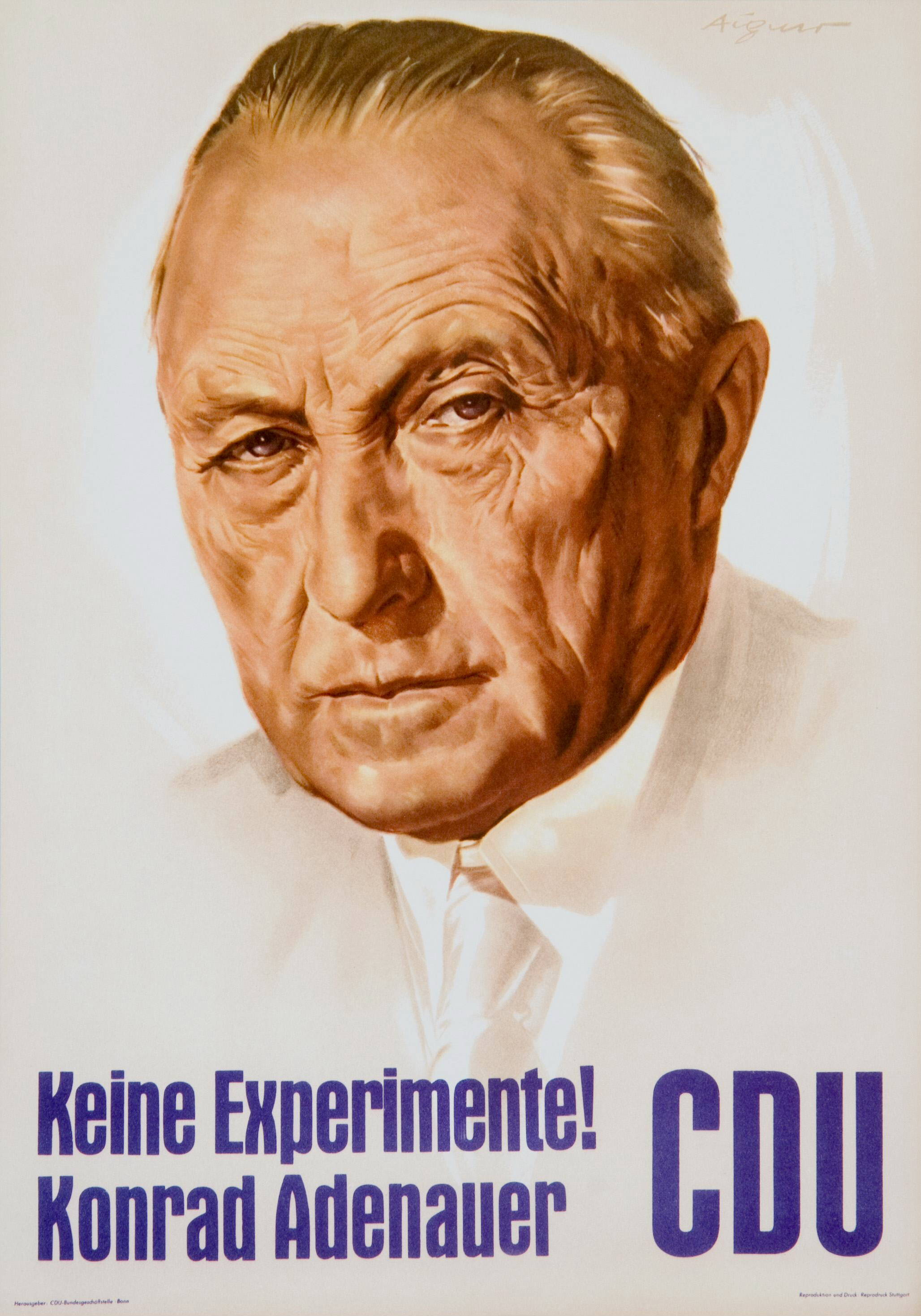
Plakat zur Bundestagswahl 1957

„Keine Experimente“ wurde erstmals als politischer Slogan von der Deutschen Zentrumspartei 1932 verwendet. Heute wird er jedoch vor allem mit der CDU im Bundestagswahlkampf 1957 assoziiert. CDU und CSU erzielten mit dem Slogan das höchste Wahlergebnis eines politischen Bündnisses bei einer Bundestagswahl.

## Bundestagswahlkampf der CDU, 1957
Der Slogan entstand als politisches Gegengewicht zur SPD-Politik. Die SPD plädierte im Wahlkampf 1957 für einen Austritt Deutschlands aus der NATO und einen Austritt der DDR aus dem Warschauer Pakt mit dem Ziel, eine rasche Wiedervereinigung des geteilten Landes zu ermöglichen bzw. vorzubereiten. Konrad Adenauer, Bundeskanzler seit 1949, rief auf dem CSU-Parteitag in Nürnberg am 7. Juli 1957 den Delegierten zu: „wir glauben, daß mit einem Sieg der Sozialdemokratischen Partei der Untergang Deutschlands verknüpft ist!“
Der Slogan wurde bei einer Tagung des Wahlkampfausschusses auf der Akademie Eichholz vom Essener Werbefachmann Hubert Strauf vorgeschlagen, und Konrad Adenauer wird von Strauf bezüglich der Verwendung des Slogans im CDU-Wahlkampf folgendermaßen zitiert: „Wenn die Reklamefritzen dat meinen, dann machen wa dat so!“ Als künstlerischen Leiter für den Wahlkampf bestellte Adenauer
Otto Gerster, Professor für Freie und Angewandte Malerei an den Kölner Werkschulen.
Die Union erzielte bei der Bundestagswahl 50,2 Prozent der Stimmen und gewann damit 277 von 519, also  rund 53 Prozent der Mandate im deutschen Bundestag. Dies ist bis heute das höchste Wahlergebnis eines politischen Bündnisses bei einer Bundestagswahl und das einzige Mal, dass eine absolute Mehrheit errungen wurde. Die SPD erhielt lediglich 31,8 % der Stimmen. Inwiefern der Slogan Auswirkungen auf das Wahlergebnis hatte, ist nicht zu bestimmen.

## Weitere Verwendungen des Slogans

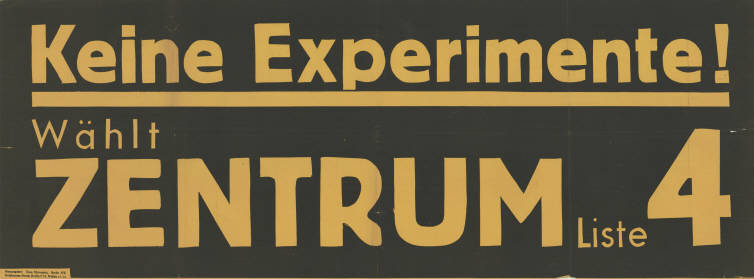
Plakat zur Reichstagswahl 1932

- Bereits im Wahlkampf zur Reichstagswahl 1932 verwendete die Deutsche Zentrumspartei den Slogan
- Im Abgeordnetenhauswahlkampf Berlin 2011 verwendete Christopher Lauer, der Direktkandidat der Piratenpartei für den Wahlkreis Pankow 8, den Slogan ironisierend für seine Plakate[3]
- Im Landtagswahlkampf in Sachsen-Anhalt, 2021, verwendete die CDU den Slogan „Jetzt ist nicht die Zeit für politische Experimente. Deshalb beide Stimmen CDU!“[4][5]
- Robert Habeck verwendete den Slogan im Frühjahr 2024, um seine Energiepolitik zu verteidigen: „Ich sage mit Konrad Adenauer: Keine Experimente, Kurs halten.“[6]